# 中西優香
中西 優香（なかにし ゆうか、1989年〈平成元年〉1月24日 - ）は、日本の元声優、元女優、モーションアクターである。女性アイドルグループ・SKE48およびAKB48の元メンバーである。愛知県出身。刈谷市立刈谷東中学校卒業。所属事務所はAKS（2007年5月 - 2008年8月） → ピタゴラス・プロモーション（2008年9月 - 2011年10月） → AKS（2011年11月 - 2015年3月） → フリー（2015年4月 - 6月） → アクロス エンタテインメント（2015年7月 - 2018年7月）→ソリッド・キューブ（2019年6月）。

## 略歴
2007年
- 5月27日、『AKB48第一回研究生（4期生）オーディション』に合格。

2008年
- 3月1日、『チームB 3rd Stage「パジャマドライブ」』公演のバックダンサーでデビュー[3]。
- 8月23日に日比谷野外大音楽堂で開催された『ライブDVDは出るだろうけど、やっぱり生に限るぜ! AKB48夏祭り』でSKE48への移籍が発表された。
- 8月26日に開催された研究生夜公演をもってAKB48としての活動終了（卒業）。卒業後も一時期、AKB48の劇場公演に代理出演していた。
- 10月5日、『SKE48 チームS 1st Stage「PARTYが始まるよ」』公演にて選抜メンバー16名のうちの一人として公演再デビュー。

2009年
- 3月、選抜メンバー16名がチームSへ移行し、チームSのメンバーとなる。
- 8月5日、SKE48の1stシングル「強き者よ」リリース。チームS全員参加曲。

2010年
- 11月17日発売の4thシングル「1!2!3!4! ヨロシク!」の選抜メンバーとなる。

2012年
- 5月から6月にかけて実施された『AKB48 27thシングル 選抜総選挙』では63位で、フューチャーガールズに選ばれる[4]。
- 9月19日、10thシングル「キスだって左利き」で約1年10か月ぶりに選抜メンバー復帰。

2013年
- 4月13日、日本ガイシホールで行われた『SKE48春コン2013「変わらないこと。ずっと仲間なこと」』で「組閣」と称したチーム再編により、SKE48キャプテン並びに平田璃香子の卒業により不在だったチームSのリーダーになることが発表された[5]。
- 5月から6月にかけて実施された『AKB48 32ndシングル 選抜総選挙』では64位で、フューチャーガールズに選出された[6]。

2014年
- 12月24日、この日行われたチームS公演において2015年3月にSKE48を卒業することを発表した[7]。

2015年
- 3月31日、パシフィコ横浜で行われた「コケティッシュ渋滞中」リリースイベントをもって、SKE48を卒業[8]。
- 7月10日、アクロス エンタテインメントの預かりとなったことを発表[9]。

2018年
- 4月7日、一般の男性と2017年11月に結婚、この日に挙式したことを自身のTwitterにて報告[10][11]。
- 7月31日、同日をもってアクロス エンタテインメントを退所し、それに伴い芸能界を引退することを自身のTwitterにて表明した[12][13]。

2019年
- 6月1日、ソリッド・キューブにてモーションアクターとして活動再開[2][14]。

## 人物
- AKB48研究生時代は、中西と同じ地方出身者である大家志津香（4期・福岡県出身）、北原里英（5期・愛知県出身）[注 1]、指原莉乃（5期・大分県出身）、冨田麻友（元研究生・香川県出身）とともに短期間だが寝食をともにしていたことがある。これらのメンバーのうち、AKBを卒業した冨田を除くメンバーは、お互いを地方組と呼び、親交が深い[15]。
- 元塾講師[16]。
- K'z Station『おしゃべりやってまーす』第48放送の2011年1月19日配信分レギュラー放送30回目にて「SKE48二次元同好会」に入会。22歳の誕生日に入会したことにちなんで会員番号は22番。2013年4月からはSKE48を卒業した秦佐和子に代わって、3代目会長を務めていた。
- 秦佐和子とは、一緒に宝塚歌劇団の公演を観に行くほか、宝塚のDVDやゲームソフトを貸し借りする仲であった[17]。お互いに声優となってからはVENUS PROJECTで共演している。

## SKE48・AKB48在籍時の参加曲

### シングルCD選抜曲
SKE48名義
- 強き者よ
- 「青空片想い」に収録
  - バンジー宣言 - 「チームB.L.T.」名義
- 「ごめんね、SUMMER」に収録
  - 羽豆岬 - 「アンダーガールズB」名義
- 1!2!3!4! ヨロシク!
  - そばにいさせて
  - コスモスの記憶 - 「白組」名義
- 「バンザイVenus」に収録
  - 卒業式の忘れもの - 「白組」名義
- 「パレオはエメラルド」に収録
  - 積み木の時間
  - ときめきの足跡 - 「白組」名義
- 「オキドキ」に収録
  - 初恋の踏切
  - バズーカ砲発射! - 「白組」名義
- 「片想いFinally」に収録
  - 今日までのこと、これからのこと
  - はにかみロリーポップ - 「白組」名義
- 「アイシテラブル!」に収録
  - あうんのキス - 「白組」名義
- キスだって左利き
  - 神々の領域
- 「チョコの奴隷」に収録
  - バイクとサイドカー - 「14カラット」名義
- 「美しい稲妻」に収録
  - JYURI-JYURI BABY - 「Team S」名義
- 賛成カワイイ!
  - ずっとずっと先の今日 - 「セレクション18」名義
- 「未来とは?」に収録
  - 猫の尻尾がピンと立ってるように…feat. Bose（スチャダラパー） - 「Team S」名義
- 「不器用太陽」に収録
  - 放課後レース - 「Team S」名義
- 「12月のカンガルー」に収録
  - 消せない炎 - 「Team S」名義
- 「コケティッシュ渋滞中」に収録
  - DIRTY - 「Team S」名義
  - 僕は知っている - 「DOCUMENTARY of SKE48」名義
  - 桜、覚えていてくれ

AKB48名義
- 「ギンガムチェック」に収録
  - Show fight! - 「フューチャーガールズ」名義
- 「永遠プレッシャー」に収録
  - 強がり時計 - 「SKE48」名義
- 「恋するフォーチュンクッキー」に収録
  - 推定マーマレード - 「フューチャーガールズ」名義
- 「鈴懸の木の道で「君の微笑みを夢に見る」と言ってしまったら僕たちの関係はどう変わってしまうのか、僕なりに何日か考えた上でのやや気恥ずかしい結論のようなもの」に収録
  - Escape - 「SKE48」名義

### アルバムCD選抜曲
SKE48名義
- 『この日のチャイムを忘れない』に収録
  - フラフープでGO!GO!GO! - 「チームS」名義
  - Beginner - 「チームS」名義

AKB48名義
- 『ここにいたこと』に収録
  - ここにいたこと
- 『1830m』に収録
  - 青空よ 寂しくないか?

### 劇場公演ユニット曲
AKB48名義
 チームB 3rd Stage「パジャマドライブ」公演
- 純情主義（バックダンサー）
- 鏡の中のジャンヌダルク ※
※浦野一美、早乙女美樹のアンダー

 チームA 4th Stage「ただいま恋愛中」リバイバル公演
- Faint
※川崎希のアンダー

 チームK 4th Stage「最終ベルが鳴る」公演
※大堀恵の全員曲アンダー
 研究生「ただいま恋愛中」公演
- Faint

SKE48名義
 チームS 1st Stage「PARTYが始まるよ」公演
- キスはダメよ（1st UNIT）
- スカート、ひらり（2nd UNIT）

 チームS 2nd Stage「手をつなぎながら」公演
- Glory days（1st UNIT）
- この胸のバーコード（2nd UNIT）
- チョコの行方
※新海里奈のユニットアンダー

 チームKII 1st Stage「会いたかった」公演
- 背中から抱きしめて
- リオの革命
※向田茉夏のユニットアンダー

 チームS 3rd Stage「制服の芽」公演
- 万華鏡（1st UNIT）
- 狼とプライド（2nd UNIT）
- 思い出以上
※平松可奈子、松井珠理奈のユニットアンダー
- 女の子の第六感
※高田志織、新海里奈のユニットアンダー

 チームE 1st Stage「パジャマドライブ」公演
- 天使のしっぽ※
※木本花音のアンダー

 チームS 4th Stage「RESET」公演
- 心の端のソファー
- 奇跡は間に合わない
※松井珠理奈のユニットアンダー

 チームS 5th Stage「制服の芽」公演
- 女の子の第六感
- 思い出以上
※北川綾巴のユニットアンダー

## 出演

### 劇場アニメ
2016年
- 劇場版 しまじろうのわお!しまじろうとえほんのくに（イーワ）

### ゲーム
2015年
- VENUS PROJECT（星形月子）

2017年
- モン娘☆は〜れむ（ラクリマ）
- ルナプリ from 天使帝國（リグ）
- 誰ガ為のアルケミスト（オルガ）

### 吹き替え
- JELLY JAMM（2015年、クイーン）

### テレビドラマ
- モウソウ刑事!（2011年1月12日 - 3月30日、東海テレビ）

### バラエティ
- 週刊AKB（2009年7月10日 - 2012年11月30日　不定期出演、テレビ東京）
- SKE48学園（2009年10月3日 - 2014年7月6日 不定期出演、アイドル専門チャンネルPigoo）
- 地元応援バラエティ このへん!!トラベラー生放送2時間スペシャル（2009年12月30日、中京テレビ）
- でらSKE〜夜明け前の国盗り48番勝負（2010年4月5日 - 2011年5月4日、TBS）
- ぶっつけ!! 〜SKE48お笑いへの道〜（2010年6月11日 - 2011年4月1日、東海テレビ）
- 3時のつボッ!（2010年6月28日 - 9月27日、テレビ愛知） - 月曜レギュラー。
- SKE48のアイドル×アイドル（2010年12月20日・27日、中京テレビ）
- SKE48の世界征服女子（2011年10月3日 - 2012年9月26日、中京テレビ）
- SKE48のマジカル・ラジオ（2011年10月11日・12月27日、日本テレビ）
  - SKE48のマジカル・ラジオ2（2012年5月15日、日本テレビ）
  - SKE48のマジカル・ラジオ3（2013年2月24日、日本テレビ）
- SKE48のエビフライデーナイト（2013年11月1日・11月8日、日本テレビ）
- SKE48の火曜アルバイト劇場（2014年7月2日 - 不定期出演、CBCテレビ）
- SKE48 エビショー!（2014年7月21日・8月4日 - 8月18日、日本テレビ）
- SKE48 エビカルチョ!（2014年12月6日 - 2015年1月3日、日本テレビ）
- SKE48 ZERO POSITION 〜チームスパルタ!能力別アンダーバトル〜（2015年2月7日・2月21日、TBSチャンネル1）

### 舞台
- 劇団スイセイ・ミュージカル「フットルース」（2014年9月15日、小山町総合文化会館 / 9月18日、ウインクあいち / 9月19日、アクトシティ浜松 / 9月20日・21日、EX THEATER ROPPONGI / 9月27日、アルカスSASEBO / 9月29日、熊本県立劇場 演劇ホール / 10月12日、沖縄コンベンションセンター） - アーリーン 役[23][24][25]
- 「天国の脚本家　冴嶋コーキ」〜私の脚本で、もう一度人生をやり直してみませんか〜（2015年9月3日 - 6日、上野ストアハウス）[26][27]
- 舞台版「レーカン!」（2015年11月11日 - 15日、日本芸術専門学校大森校劇場） - メリーさん 役[28]
- チェリーボーイズ（2016年4月13日 - 17日、博品館劇場）[29]

### ラジオ
- SKE48 観覧車へようこそ!!（2009年4月27日 - 不定期出演、CBCラジオ）
- おしゃべりやってまーす 第48放送（2010年3月24日 - 2011年5月11日、K'z Station）
- おしゃべりつづけま〜す ハピ☆ホリ 〜 Happy Holic Days 〜（2011年5月18日 - 、K'z Station）
- SKE48♥1+1は2じゃないよ!（東海ラジオ）[注 3]
- SKE481+1+1は3じゃないよ!（東海ラジオ）
- AKB48のオールナイトニッポン（2015年3月25日、ニッポン放送）
- 義風堂々!!〜音語り〜（2015年10月4日 - 2016年3月27日、文化放送）
- それいけ!アニソンバカ一代（2015年12月8日 - 、Radio NEO）

### ネット配信
- SKE48の私立SPA!学園（2012年6月15日、ニコニコ動画）
- 学校の怪談 第14話「二号館のトイレ」（2012年8月、BeeTV）

### CM
- WOWOW「WOWOW、火曜深夜は無料なの♪」（2016年）[30][31]